# Hotchkiss AM e AM2
La AM e la AM2 erano due autovetture di fascia alta prodotta tra il 1924 ed il 1932 dalla Casa automobilistica franco-statunitense Hotchkiss.

## Profilo
La AM fu presentata nel 1924: era un'onesta torpedo, piuttosto anonima, che colse un discreto successo e niente più, ma che di fatto, assieme ad altri modelli della Casa come le Hotchkiss AF e AL, gettò le basi per modelli di maggior successo e pertanto merita di essere ricordata.
La AM montava un motore a 4 cilindri in linea da 2413 cm³ di cilindrata, con distribuzione a valvole laterali. La potenza massima era intorno ai 45 CV. Il cambio era manuale a 4 marce. La velocità massima sfiorava i 100 km/h.
Subito dopo il lancio, la AM fu proposta anche come berlina, coupé e cabriolet.

Nel 1926, la AM fu proposta anche in una nuova versione, caratterizzata dallo stesso motore, ma con valvole in testa, soluzione mutuata dalle Hotchkiss AF ed AL. In questa versione, il nuovo modello fu ribattezzato AM2 e fu prodotto assieme alla AM a valvole laterali. Grazie al nuovo tipo di distribuzione adottato, la AM2 riusciva ad erogare 50 CV a 2800 giri/min, e raggiungeva così i 105 km/h di velocità massima.
Nel 1928, la AM fu tolta di produzione e rimase in listino solo la AM2, che continuò ad essere prodotta fino al 1932.